# 也门改革集团

也门改革集团标志

也门改革集团，又譯葉門改革集團黨，是也门一个右翼伊斯兰原教旨主义政党，成立于1990年9月13日。该党是穆斯林兄弟会的分支；它更像是一个由部落和宗教分子组成的松散联盟，而非政党。